# Froggattina
Froggattina is een geslacht van rechtvleugeligen uit de familie veldsprinkhanen (Acrididae). De wetenschappelijke naam van dit geslacht is voor het eerst geldig gepubliceerd in 1926 door Tillyard.

## Soorten
Het geslacht Froggattina  is monotypisch en omvat slechts de volgende soort:
- Froggattina australis (Walker, 1870)